# Elmer Ripley
Elmer Horton Ripley (Staten Island, 21 luglio 1891 – Staten Island, 29 aprile 1982) è stato un cestista e allenatore di pallacanestro statunitense, membro del Naismith Memorial Basketball Hall of Fame dal 1973 in qualità di contributore.

## Carriera
Ha giocato in 11 squadre professionistiche, a partire dal 1908 fino al 1930. Ha militato per una stagione anche negli Original Celtics.
Ha intrapreso la carriera di allenatore, affiancandola inizialmente a quella di giocatore, guidando numerose squadre di college, oltre alle nazionali di Israele e Canada.
Ha chiuso la carriera a 82 anni, dopo aver allenato per 7 stagioni la squadra di pallacanestro della Englewood School for Boys nel New Jersey.